# Нововолодимирівка (Казанківська селищна громада)
Нововолоди́мирівка — село в Україні, у Казанківській селищній громаді Баштанського району Миколаївської області. Населення становить 320 осіб.